# Heckler & Koch MG4
A Heckler & Koch MG4 (também conhecida como HK123) é uma metralhadora leve de 5,56 mm alimentada por fita projetada e desenvolvida pelo fabricante alemão de armas de fogo Heckler & Koch. Foi desenvolvida no final da década de 1990 e vista publicamente pela primeira vez em setembro de 2001. Foi selecionada para substituir a metralhadora de uso geral MG3 de 7,62 mm na Bundeswehr no nível de apoio de esquadrão; complementará a MG3 em outras funções. Será também o armamento secundário do novo veículo de combate de infantaria Puma. No geral, ela foi projetada para ser leve, proporcionar máxima segurança ao usuário e funcionar de maneira confiável sob condições adversas, utilizando uma ampla gama de munições de diferentes fabricantes, sem a necessidade de ajustar o sistema de gás. Era conhecida como MG43 antes de sua adoção pela Bundeswehr.

## Detalhes do projeto

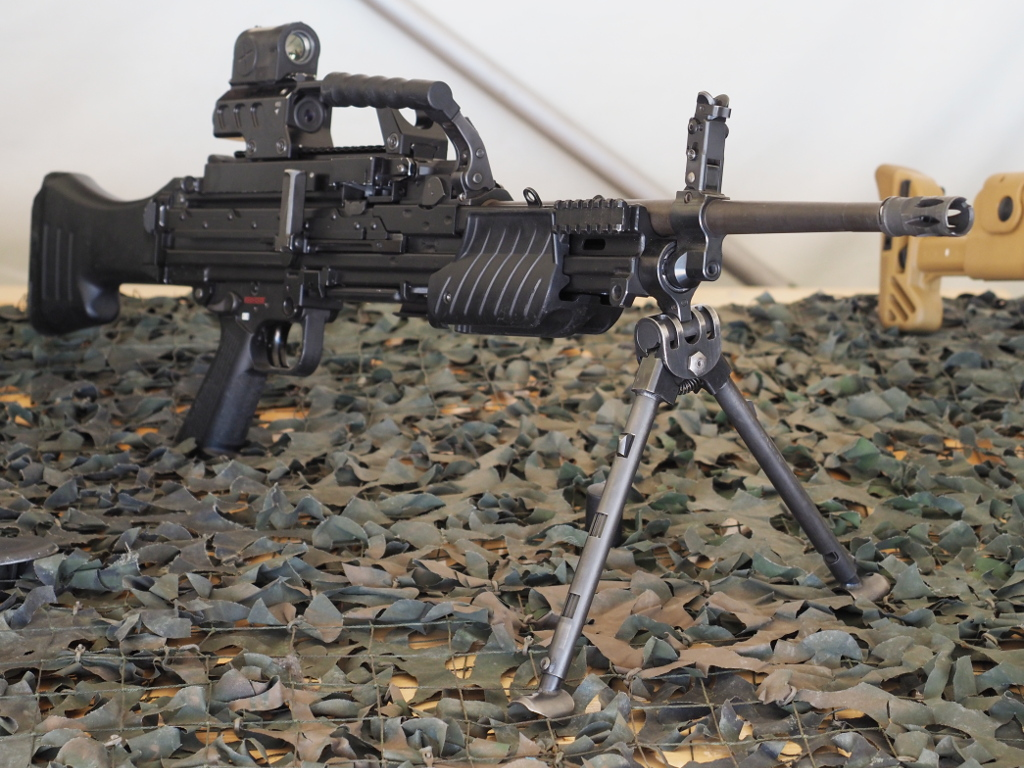
Vista frontal da MG4

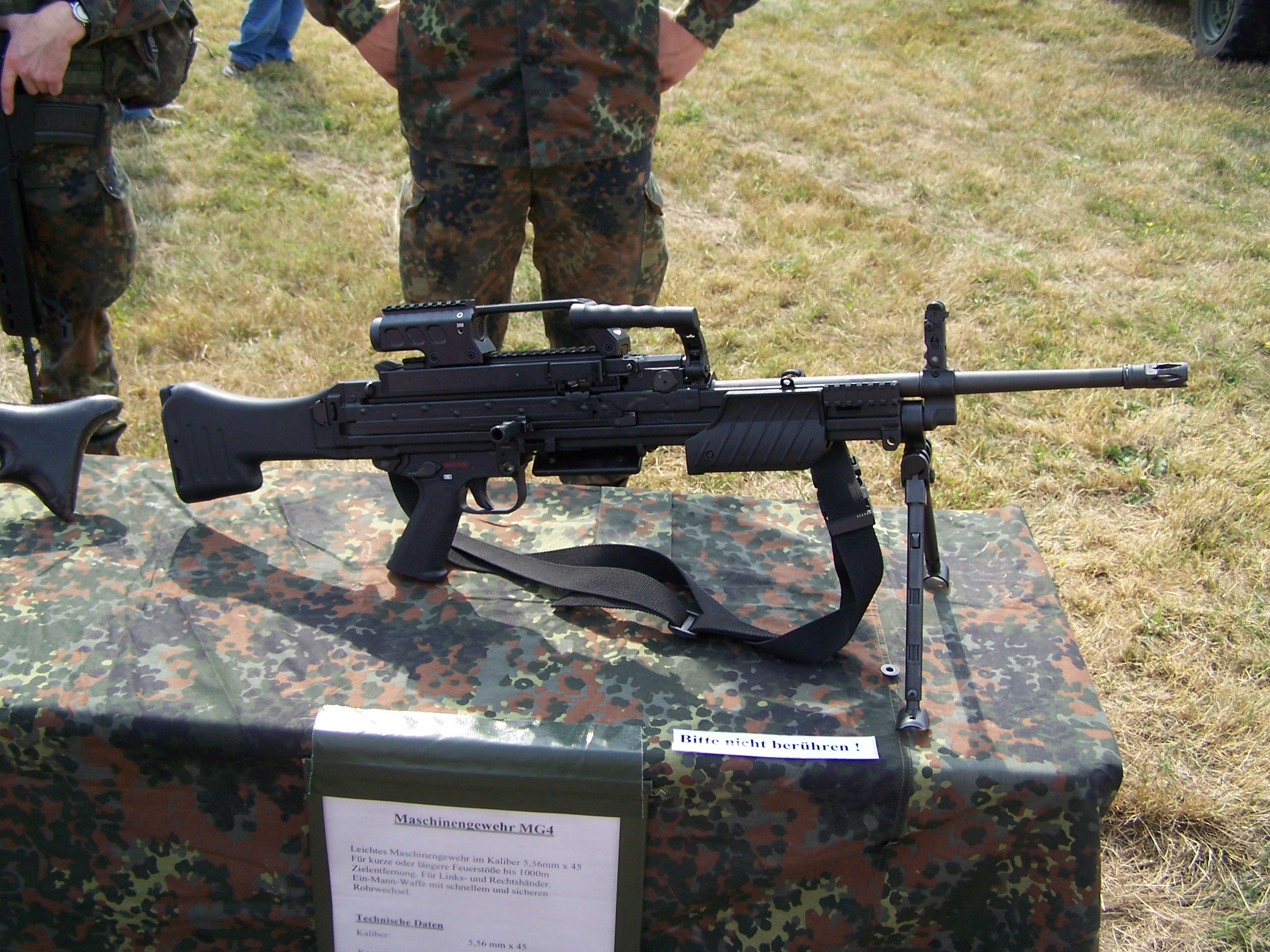
MG4 do Exército Alemão com mira telescópica.

A MG4 é uma metralhadora leve operada a gás, resfriada a ar e alimentada por fita, com um ferrolho rotativo travado positivamente e é um tanto semelhante em conceito à metralhadora leve belga Minimi. Os mecanismos de segurança da metralhadora incluem uma trava de segurança manual incorporada ao seletor de modo de disparo; colocar a alavanca seletora de tiro na posição "seguro" bloqueia o gatilho mecanicamente e trava o ferrolho na posição armada. Quando o ferrolho não é puxado completamente para trás, o disparo acidental é evitado por um mecanismo automático integral que evita que o ferrolho se mova para frente. Além disso, o percussor não pode alcançar a espoleta do cartucho até que o cartucho esteja totalmente dentro da câmara.
A metralhadora é alimentada por uma fita desintegrante e é executada em dois estágios a partir do canto superior esquerdo, usando um mecanismo de lingueta aprimorado. Assim como na família de metralhadoras MG 42, a fita é expelida para a direita e os estojos gastos são ejetados para baixo, embora a ejeção lateral para a direita seja uma opção.
A MG4 possui um cano de troca rápida forjado a martelo que pode ser trocado com segurança quando quente, sem a necessidade de luvas de proteção; a alça de transporte serve como alça de mudança do cano. O conjunto do cano pesa 1,80 kg. Para reduzir o comprimento total da arma para transporte, a coronha pode ser dobrada para o lado esquerdo do receptáculo. Com a coronha dobrada, a MG4 permanece totalmente operacional. Um kit de limpeza em campo é alojado na coronha. A MG4 leva em consideração o deslocamento zero entre os conjuntos de cano, tornando a massa de mira dos conjuntos ajustável mecanicamente. Em sua forma padrão, a MG4 é equipada com miras de ferro do tipo fechado com alcance de até 1.000 m em incrementos de 100 m. O elemento de massa de mira dobrável é montado no conjunto do cano e é ajustável mecanicamente para vento e elevação. O raio da linha de visão é de 602 milímetros. Miras ópticas ou noturnas ou ponteiros laser podem ser montados em um trilho Picatinny MIL-STD-1913 localizado na tampa do receptáculo. Os modelos da Bundeswehr são equipados com miras telescópicas com ampliação de 3×.
É fornecido um bipé dobrável pesando 0,70 kg. Interfaces de suporte são integradas ao receptáculo para permitir que a MG4 seja montada no tripé padrão americano M122A1 para maior precisão e estabilidade.

## Variantes

### MG4 (HK123)
A metralhadora leve Heckler & Koch MG4 (HK123) tem câmara para o cartucho 5,56×45mm NATO e foi adotada pela Bundeswehr.

#### MG4E (HK123E)
Uma variante de exportação da MG4 que foi ligeiramente modificada e é um pouco mais leve. A letra "E" na designação significa "Exportação". Possui um conjunto de gás diferente que reduz a cadência cíclica de tiro. Em 2007, o Exército Espanhol adotou esta variante como metralhadora leve padrão. As Forças Armadas de Defesa espanholas encomendaram de 1.800 a 2.000 dessas metralhadoras leves.

#### MG4 Vehicle Weapon (HK123 Vehicle Weapon)
Uma variante da MG4 configurada para uso como metralhadora coaxial ou de veículo. Não tem coronha, alça de mira, defletor de estojo de cartucho, guarda-mão e suporte para bipé. Pode ser equipada com dispositivo de disparo remoto e alavanca seletora de segurança/fogo. Também pode ser usada sem estar montada.

### MG4K (HK123K)
Uma variante da MG4 com cano mais curto.

#### MG4KE (HK123KE)
Uma variante de exportação da MG4K.

#### MG4 A3
Uma variante modernizada do Exército Alemão está em teste e apresenta elementos da Heckler & Koch MG5, como ser equipada com a mira óptica de alcance intermediário Hensoldt ZO 4×30 combinada com um ponto vermelho como mira óptica diurna com ampliação de 4× para promover a precisão do tiro. Tal como a MG5, a MG4 A3 utiliza um acabamento de superfície RAL 8000 verde castanho.[carece de fontes?]

## Derivada MG5 (HK121)
A metralhadora de uso geral Heckler & Koch MG5 (HK121) possui câmara para o cartucho 7,62×51mm NATO. Foi adotada pela Bundeswehr como metralhadora de uso geral padrão. A MG5 é fortemente baseada na MG4, porém existem poucas peças que são intercambiáveis devido às metralhadoras terem calibres diferentes e diferenças de tamanho.

## Operadores

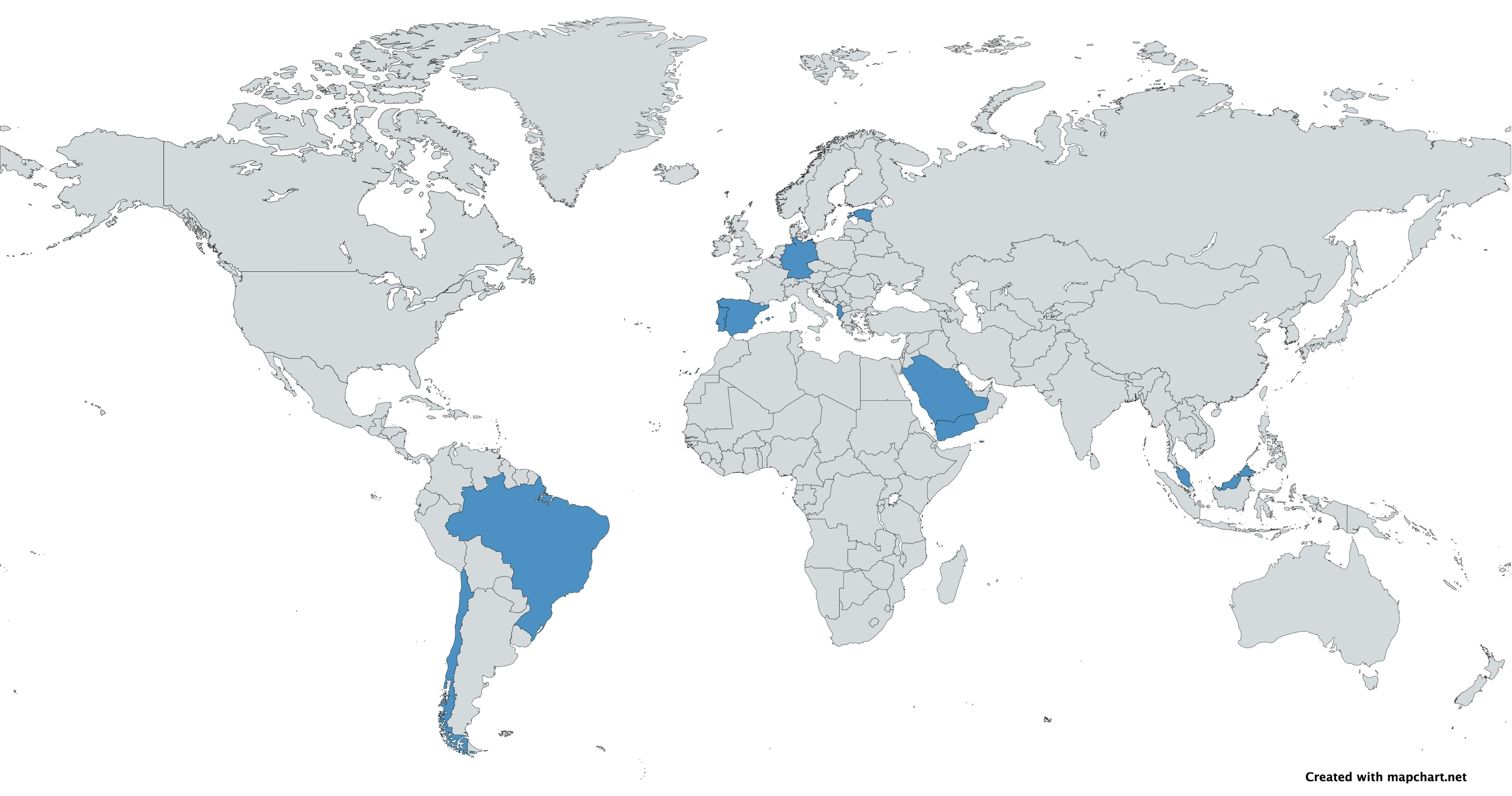
Um mapa com operadores da Heckler & Koch MG4 em azul

- Albânia: Arma leve de apoio padrão do Comando das Forças Conjuntas da Albânia[5]
- Brasil: Polícia Federal[6]
- Chile: Adquirida pelo Corpo de Fuzileiros Navais do Chile em 2014.[7]
- Estónia: Usada pela ESTSOF.[8]
- Alemanha: Arma de apoio padrão em nível de pelotão do Exército Alemão, adotada em 2005.[9]
- Malásia: Usada pela força tática de operações especiais PASKAL da Marinha Real da Malásia, adotada em 2006.[10][11][12]
- Portugal: Usada pelo Exército Português, Força Aérea Portuguesa e Guarda Nacional Republicana.[13][14]
- Arábia Saudita[15]
- Espanha: Encomendou 1.800–2.000 metralhadoras MG4E em 2007, com entregas previstas para continuar nos próximos quatro anos. Metralhadora leve padrão para o Exército Espanhol, geralmente equipada com mira ACOG.[16]
- Iêmen[17]